# Ервін Адерс
Ервін Адерс (нім. Erwin Aders; 7 травня 1881, Дюссельдорф, Німецька імперія — 6 січня 1974, ФРН) — німецький інженер і конструктор в галузі Машинобудування; творець важких танків, зокрема Тигр І та Тигр ІІ, а також розробник вантажних автомобілів.

## Ранні роки
Ервін Адерс народився у Дюссельдорфі 7 травня 1881. Навчався в технічному коледжі міста Аахен, де і склав іспити у 1906. Потім працював у декількох компаніях, що спеціалізувалися на виробництві будівельної та автомобільної техніки, науково-дослідній діяльності.

## Перша світова війна та початок кар'єри конструктора

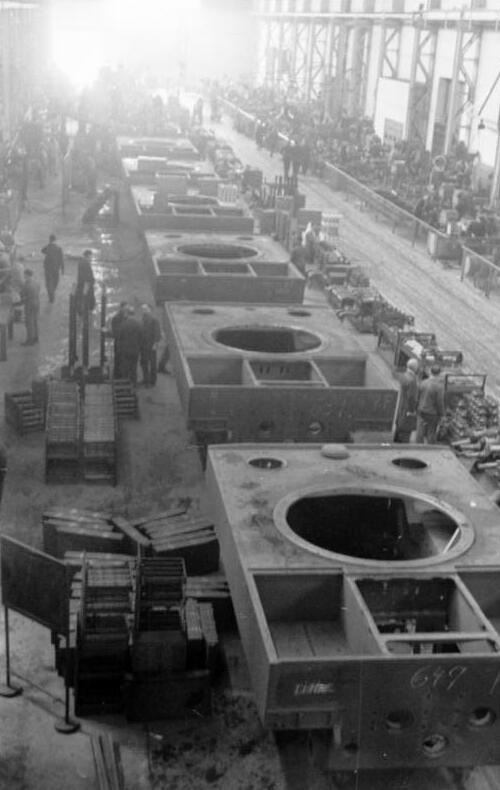
Тигр І на конвеєрі

У 1914 цивільне життя було перервано Першою світовою війною. В армії Адерс проходить службу в експериментальній автомобільній частині — підрозділі, де він мав змогу використовувати свої технічні знання. Експериментальна транспортна частина моторизованих військ, випробувала не тільки вантажівки і артилерійські тягачі, а також відповідала за організацію програми розробки танка A7V.
Після війни працював інженером в MAN у Нюрнберзі, у 1925 влаштувався до Vogtländische Maschinenfabrik AG (VOMAG) у Плауені, а від 1929 у Daimler-Benz.
Адерс працював у MAN і Daimler-Benz, займаючись, здебільшого, автомобілебудуванням. Проте, обидві ці компанії, займалися і танкобудуванням. Daimler-Benz безпосередньо, а у випадку з MAN — танками займалася підконтрольна цій компанії фірма Gutehoffnungshütte (GHH) з Оберхаузена.
Десять років професійного досвіду роботи на керівних позиціях в трьох найбільших німецьких компаніях, дозволило у 1933 стати викладачем в Технічному університеті Аахена. Це, в подальшому, сприяло йому у працевлаштуванні до компанії Хеншель і син.

## Розробник «Тигрів»

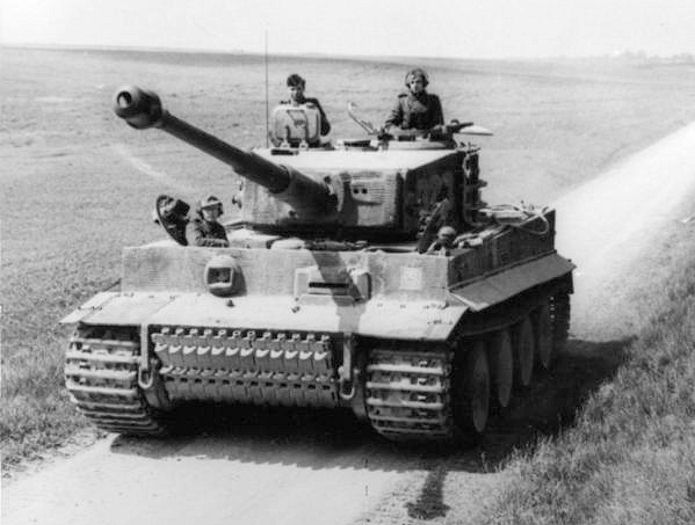
Тигр I 1-ї танкової дивізії СС «Адольф Гітлер», Північна Франція, березень 1944

Від 1936 і до кінця Другої світової, Ервін Адерс головний інженер і начальник відділу нових розробок компанії Хеншель і син АГ в Касселі. Через рік після вступу на посаду, залишив проектування паровозів, літаків і кранового устаткування та цілком зосередився на танкобудуванні. У 1937—1938 очолював групу, котра займалася експериментальними танками прориву DW.1 і DW.2 (Durchbruchswagen).
У роки Другої світової війни Адерс керував розробкою конструкції шасі VK3601(Н) та проектів VK 3001 і VK 4501, що в кінцевому підсумку призвело до створення танків Тигр І та Тигр ІІ. За розробку цих машин Адерс отримав неофіційне прізвисько «Батько тигрів» (нім. Tigervater).

## Повоєнний період
Після війни Ервін Адерс працював у тій же галузі, але тепер вже на об'єднаній фірмі «Райншталь-Ганомаг-Хеншель». Вважається, що він мав відношення до розробки сучасних зразків німецької бронетехніки, зокрема, основного танка Бундесверу Leopard 1 та БМП Marder.
За спогадами сучасників, вів скромний спосіб життя, уникав надмірної уваги, з повагою ставився до підлеглих.
Помер 6 січня 1974.